# Martín Laventure
Martín Laventure (Montevideo,17 de junio de 1958)es un político uruguayo perteneciente al Partido Nacional.  en las elecciones municipales de mayo de 2010 fue elegido alcalde del municipio de Punta del Este.
En el ámbito parlamentario, ha sido diputado suplente de Nelson Rodríguez Servetto.
A mediados de diciembre de 2012 respaldó una precandidatura de Luis Alberto Lacalle Pou. Además, se perfila como precandidato a la Intendencia de Maldonado de cara a los comicios de 2015.
Es el líder de Espacio 40 Maldonado, grupo departamental del Partido Nacional en Maldonado adherido a Todos hacia Adelante, que en lo nacional apoya a Luis Alberto Lacalle Pou.